# مبادی ورود و خروج

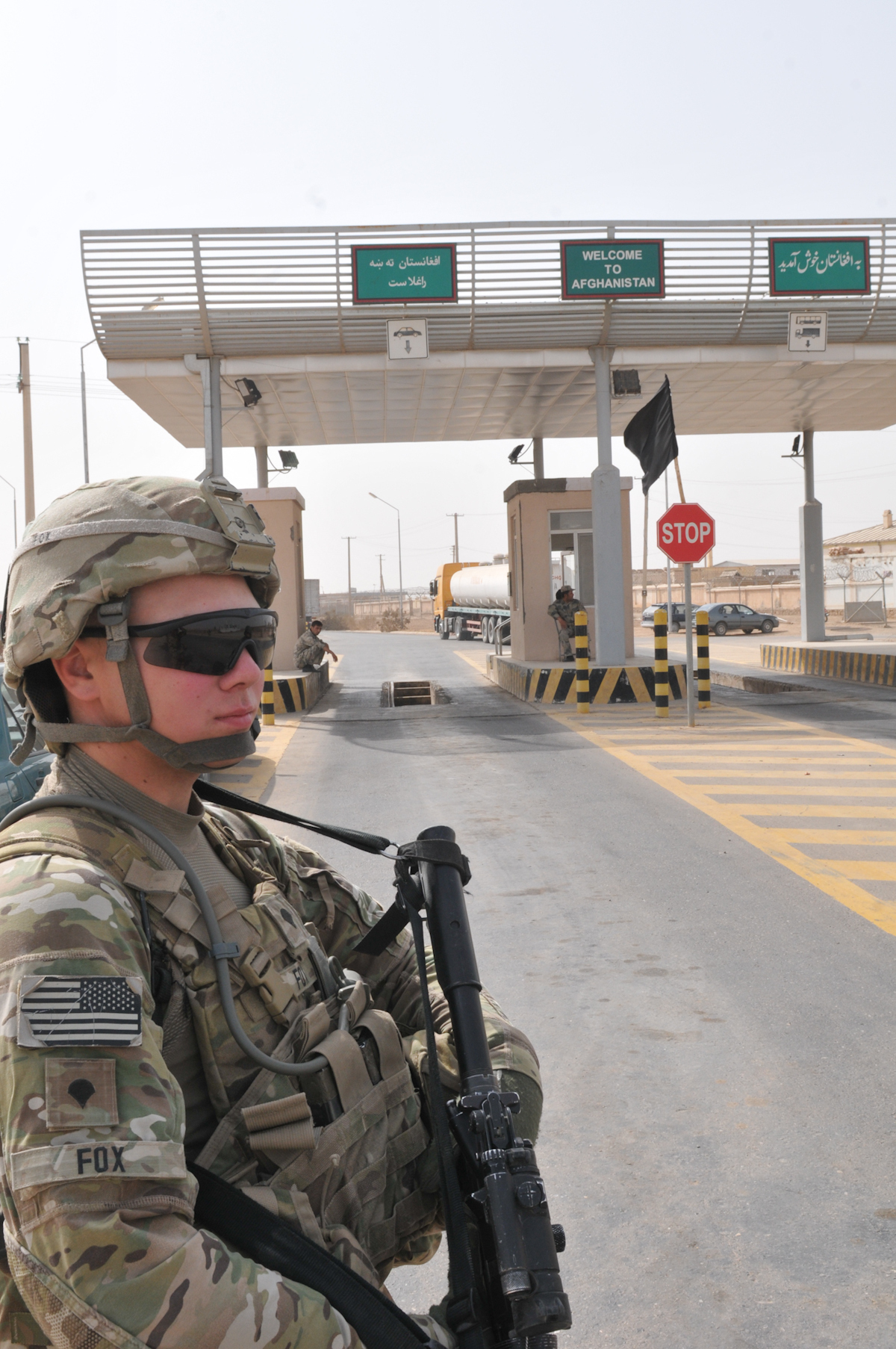
یک پورت از ورود در شیرخان بندر در شمال افغانستان در نزدیکی تاجیکستان مرز است.

به‌طور کلی مبدأ ورود و خروج یا مبدأ ورودی (Port of entryPOE) جایی است که افراد می‌توانند به‌طور قانونی به یک کشور وارد شوند (و یا از آن خارج شوند). افراد مسئول در مبادی ورودی کشورها، معمولاً گذرنامه و ویزای مسافران را بررسی می‌کنند و نیز برای جلوگیری از ورود کالاهای قاچاق و غیرمجاز، چمدان‌ها و بار همراه مسافران را نیز کنترل و بازرسی می‌کنند. فرودگاه‌های بین‌المللی از پر رفت‌وآمدترین مبادی ورود و خروج مسافران هستند. جاده و راه‌آهن نیز از مرزها عبور می‌کنند. بنادر می‌تواند به عنوان درگاه ورود عمل کنند. در مبادی ورودی خدمات و نیروهای گمرک و پلیس حضور دارند.

## فرودگاه ورودی
فرودگاه ورودی (AOE) یک فرودگاه (بین‌المللی) است که تشریفات گمرگی و مهاجرتی در آن برای پروازهای ورودی صورت می‌گیرد.

### افراد بدون تابعیت
برخی از موارد بی تابعیتی ممکن است باعث مشکلاتی در مبادی ورود و خروج کشورها شود و افراد را وادار به ماندن در آنجا برای مدت طولانی کند. یک مورد مشهور شد از مهران کریمی ناصری مسافر ایرانی است که در فرودگاه شارل دوگل فرانسه حدود هجده سال زندگی کرد. دو فیلم در مورد داستان وی با نامهای Tombés du ciel و ترمینال ساخته شد.